# Tal Baron
Tal Baron   (Tel-Aviv, 7 d'agost de 1992) és un jugador d'escacs israelià, que té el títol de Gran Mestre des de 2011.

## Biografia
Baron va néixer a Tel-Aviv i va créixer a Hertseliyya, on també va assistir a l'institut. Va adquirir el títol de Mestre Internacional el 2010, després d'haver completat les normes requerides el desembre de 2008 al campionat israelià a Haifa i el 2010 al campionat d'Europa de Rijeka. Va rebre el títol de Gran Mestre l'any 2011.
L'abril de 2017, Baron va confessar haver fet servir un ordinador d'escacs per fer trampes a la ronda final d'un torneig en línia a Chess.com.
El juny de 2019, va empatar al 2n-3r lloc al Campionat Internacional d'escacs de Netanya juntament amb Oleksandr Moissèienko.